# Ebipatei Mughenbofa
Ebipatei Mughenbofa (ur. 2004) – nigeryjska zapaśniczka walcząca w stylu wolnym. Złota medalistka mistrzostw Afryki w 2024 i 2025; srebrna w 2023 roku. 